# Iglesia de San Leonardo (Zamora)
La iglesia de San Leonardo es una iglesia románica ubicada en Zamora, Castilla y León (España).

## Historia
Apenas se sabe nada de su historia salvo que fue parroquial de la Puebla del Valle y que en los primeros años del siglo XIII, en concreto en 1203 y 1204, contaba ya con un presbítero. Ha sido declarada BIC, con categoría de monumento, el 16 de julio de 1998 (BOE de 25/08/1998; BOCYL de 22/07/1998).

## Descripción

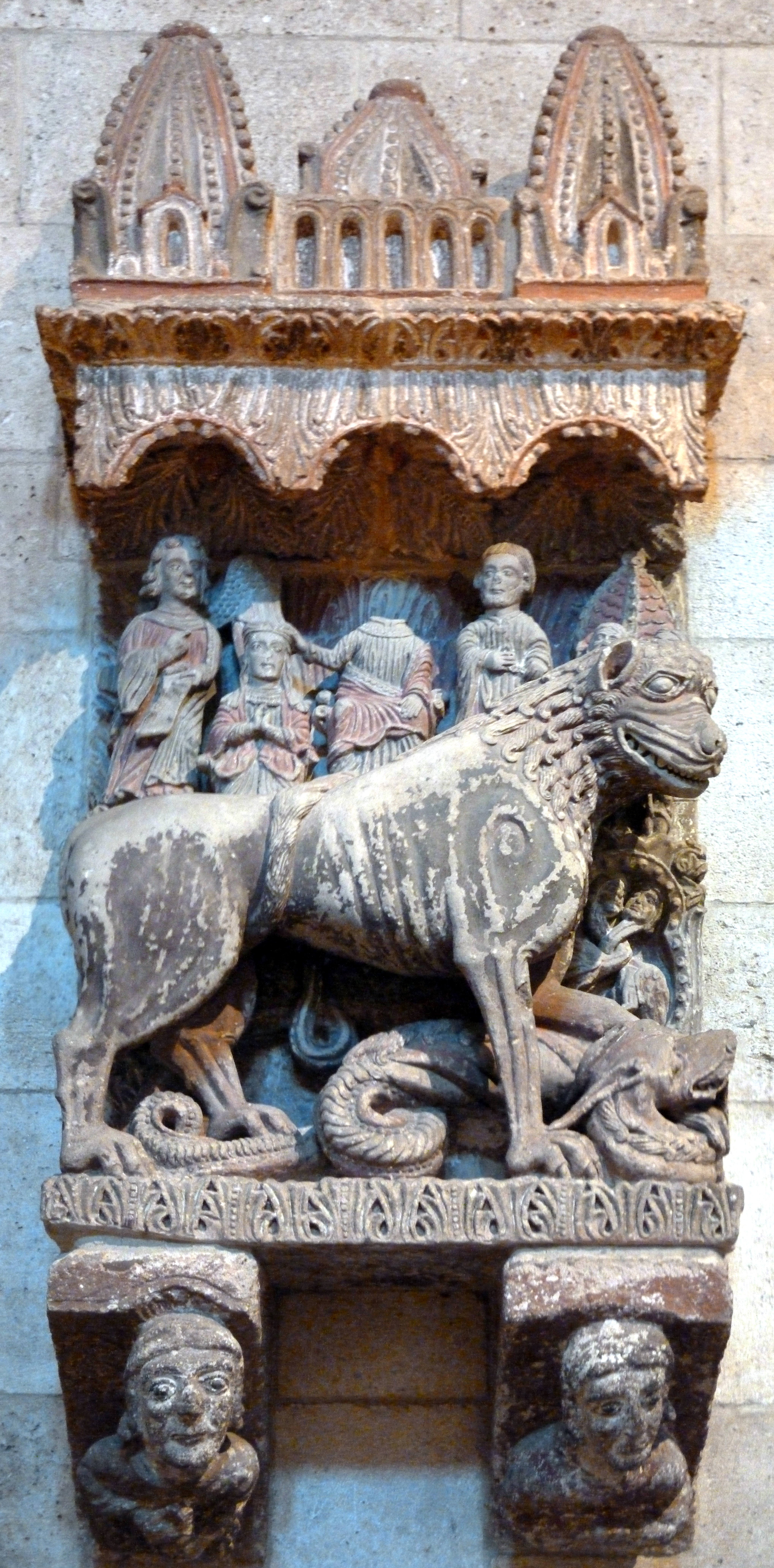
Uno de los relieves de la iglesia conservados en Nueva York.

Su plano se caracteriza por una longitud excesiva en relación con su anchura, a pesar de que en el lado norte suma una estrechísima nave separada de la principal por medio de dos arcos de medio punto sobre pilares. Para algún autor esa nave septentrional pudo haberse añadido ya entrado el siglo XIII. La principal se renovó con una capilla mayor con cabecera semihexagonal y tramo recto con bóveda gótica de nervios cruceros, terceletes y ligaduras en el siglo XVI.
En el hastial de poniente, en el ángulo noroeste, junto a la portada pero un poco avanzada se levantó la torre, similar a la de San Cipriano, con pasadizo en su base que Gómez Moreno vio con bóveda de cañón agudo, pero que luego se macizó. Esta es la parte más degradada de todo el templo, que hoy sigue en un estado deplorable a pesar de su declaración como BIC; ahora sólo se intenta atajar su ruina, pero sin afrontar una restauración global. De hecho existe una gran diferencia entre fotografías y descripciones de la torre en los primeros años del siglo XX y en la actualidad, estando desmochada de dos cuerpos y lógicamente del chapitel de pizarra que la remataba. En el muro norte, al lado de la torre quedan de restos canecillos piramidales; existen asimismo en el lado meridional y pertenecen al tipo que se ha llamado “modelo catedral”.
La portada voltea arquivoltas almohadilladas semicirculares de las que las extremas apean sobre el muro y las centrales sobre columnas con capiteles con hojas; esas roscas estuvieron policromadas y todavía quedan restos de los distintos colores. En sus jambas existen varias inscripciones del siglo XIII.
El interior carece de interés por las transformaciones sufridas y sólo se conservan algunos lucillos.
Las desgracias de este templo no han consistido sólo en servir como almacén de carbón durante medio siglo sino también en el expolio de sus mejores muestras escultóricas; así los relieves del hastial de poniente, perdido uno y conservado el otro en el Metropolitan Museum de Nueva York; Gómez Moreno los vio “in situ” y los describe de esta manera: A los lados de la puerta del hastial, en alto y sobre amplias repisas con cabezas y bustos humanos pulsando laúd y salterio, posan figuras de una leona, guardando quizá su cría, ante edificio con doseletes y arcos, y un león, teniendo enroscada una serpiente a sus patas; las cobijan guardapolvos con arcos redondos y flores. Obra del siglo XIII, en piedra. Tampoco se conserva en su hornacina una Virgen con Niño que pertenecería al siglo XIV o al XV.

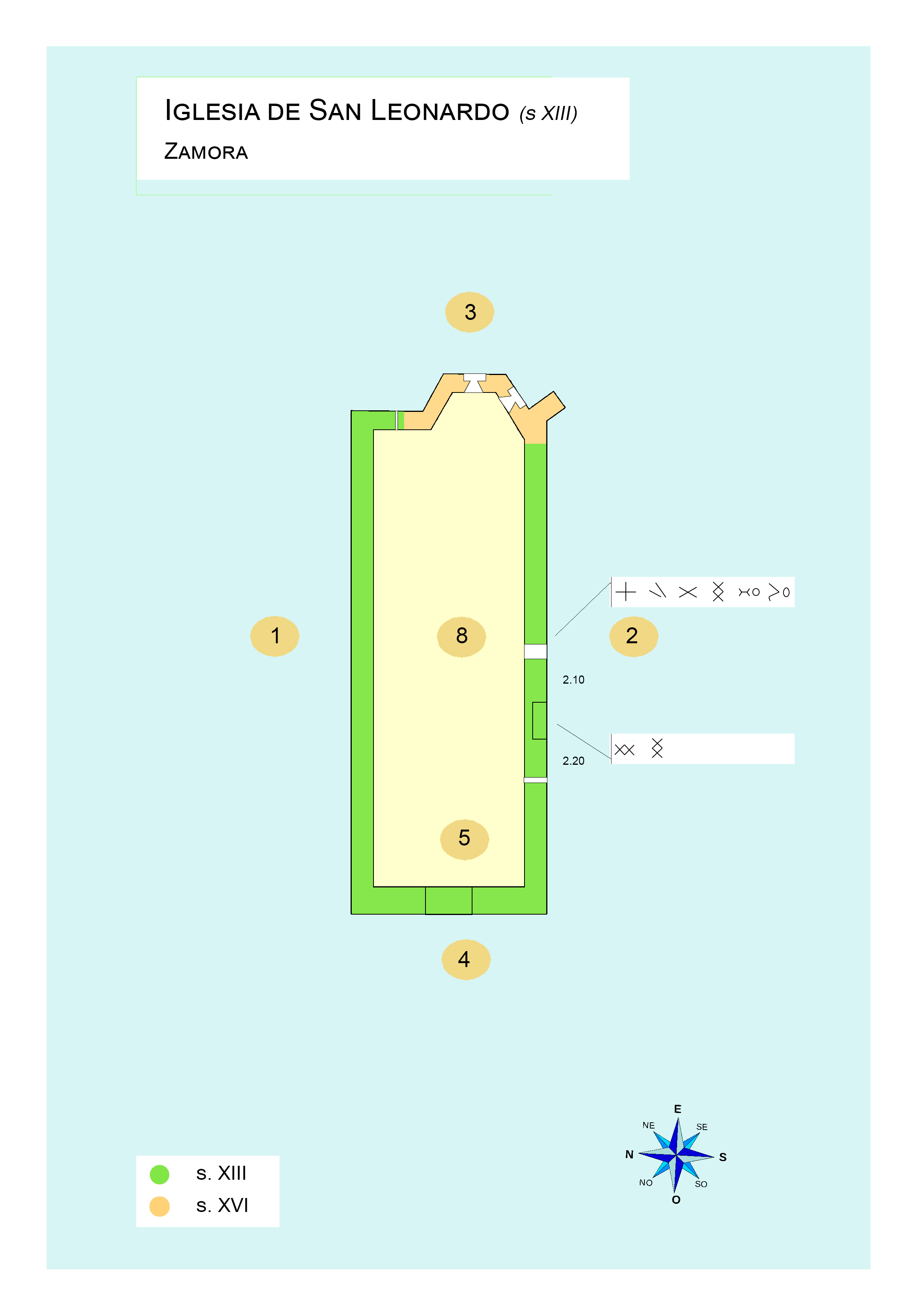
Aprox. a la planta y marcas de cantero.

### Planta
Su planta es rectangular, en estilo románico del siglo XIII, con ábside (3) de cabecera poligonal del siglo XVI de tres paños y amplio tramo recto con 2 contrafuertes exteriores y torre de planta cuadrada situada en el noroeste.

Muestra orientación litúrgica.

El acceso al templo se efectuaba por un pórtico situado en la fachada norte actualmente cegado.

Fue realizada en sillería de arenisca.

### Marcas de cantero
Se han identificado 16 signos de 6 tipos diferentes, todos ellos de diseño sencillo y elegante, de 2 a 9 trazos con predominio de trazo recto, perfil y trazo normal.

Su distribución por zonas puede verse en el informe ‘Distribución’ de gliptografía.

Los ‘ideogramas’ localizados, atribuidos a maestros canteros especialistas, y su ubicación, canzorros en la fachada sur, con un diseño simple y elegante, son diferentes a los identificados en otros templos de la zona.